# Águeda (Salamanca)
Águeda (hasta 2016, Águeda del Caudillo) es una localidad y entidad local menor española del municipio de Ciudad Rodrigo, en la provincia de Salamanca, Castilla y León. Está integrada en la comarca de Ciudad Rodrigo y la subcomarca de La Socampana. Pertenece al partido judicial de Ciudad Rodrigo.

## Topomimia
Su nombre se debe al río Águeda, que atraviesa los límites de la localidad. Entre 1954, año de su creación, y 2016, su nombre oficial fue Águeda del Caudillo, haciendo referencia el término «del Caudillo» al militar y dictador español Francisco Franco.

## Geografía

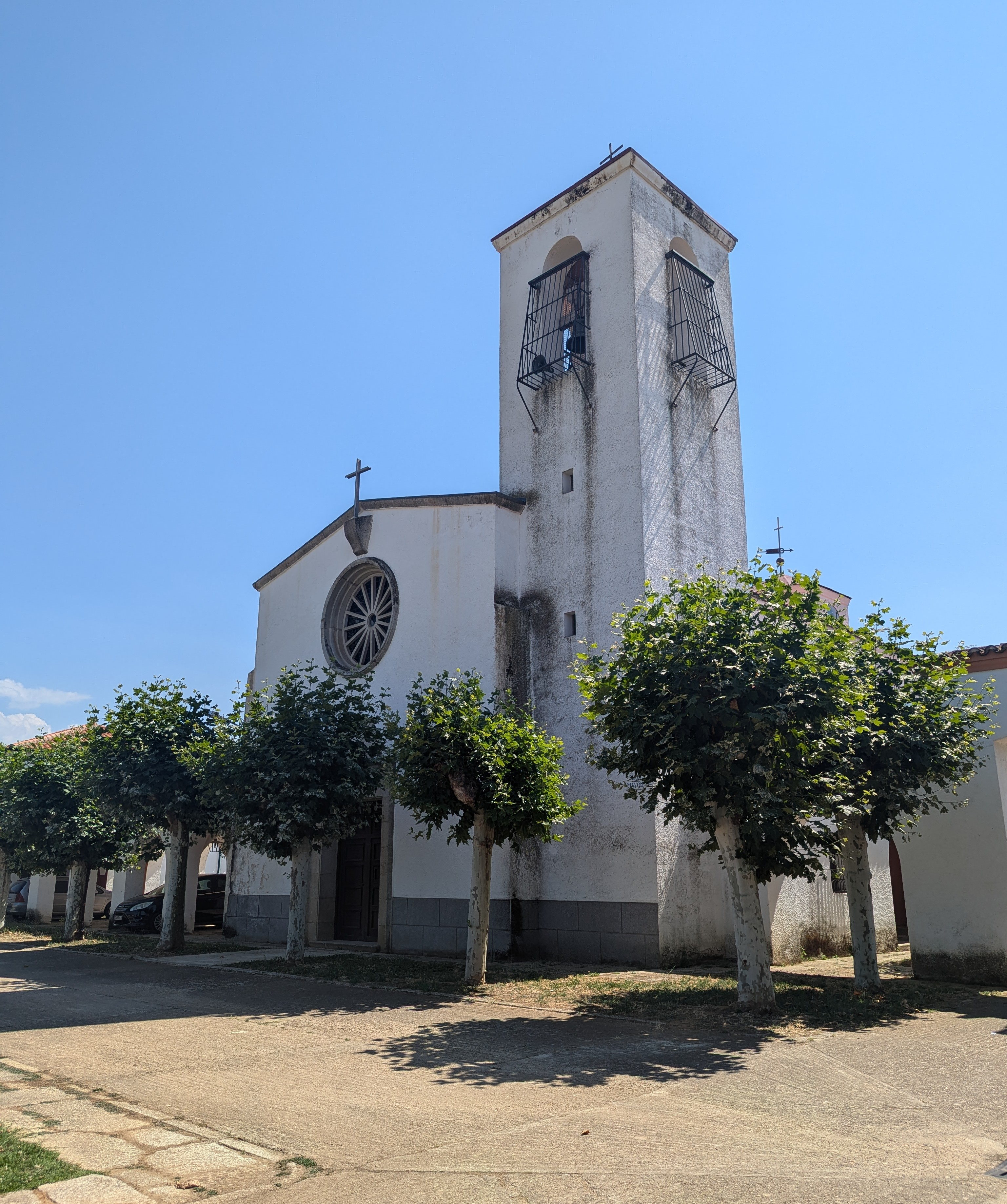
Iglesia

Se encuentra ubicado en el término municipal de Ciudad Rodrigo, siendo este su Ayuntamiento matriz. Desde 1954 tiene la consideración de entidad local menor con la consiguiente atribución de competencias, siendo éstas: presupuestos propios, alumbrado público, red de aguas, colegio, obras y mejoras en la localidad pero no tienen competencias en temas tales como el urbanismo, catastro rústico y gestión de residuos.
Está a unos 5 kilómetros de distancia de Ciudad Rodrigo, situada a orillas del río Águeda y a una altitud de 635 m s. n. m.

## Historia

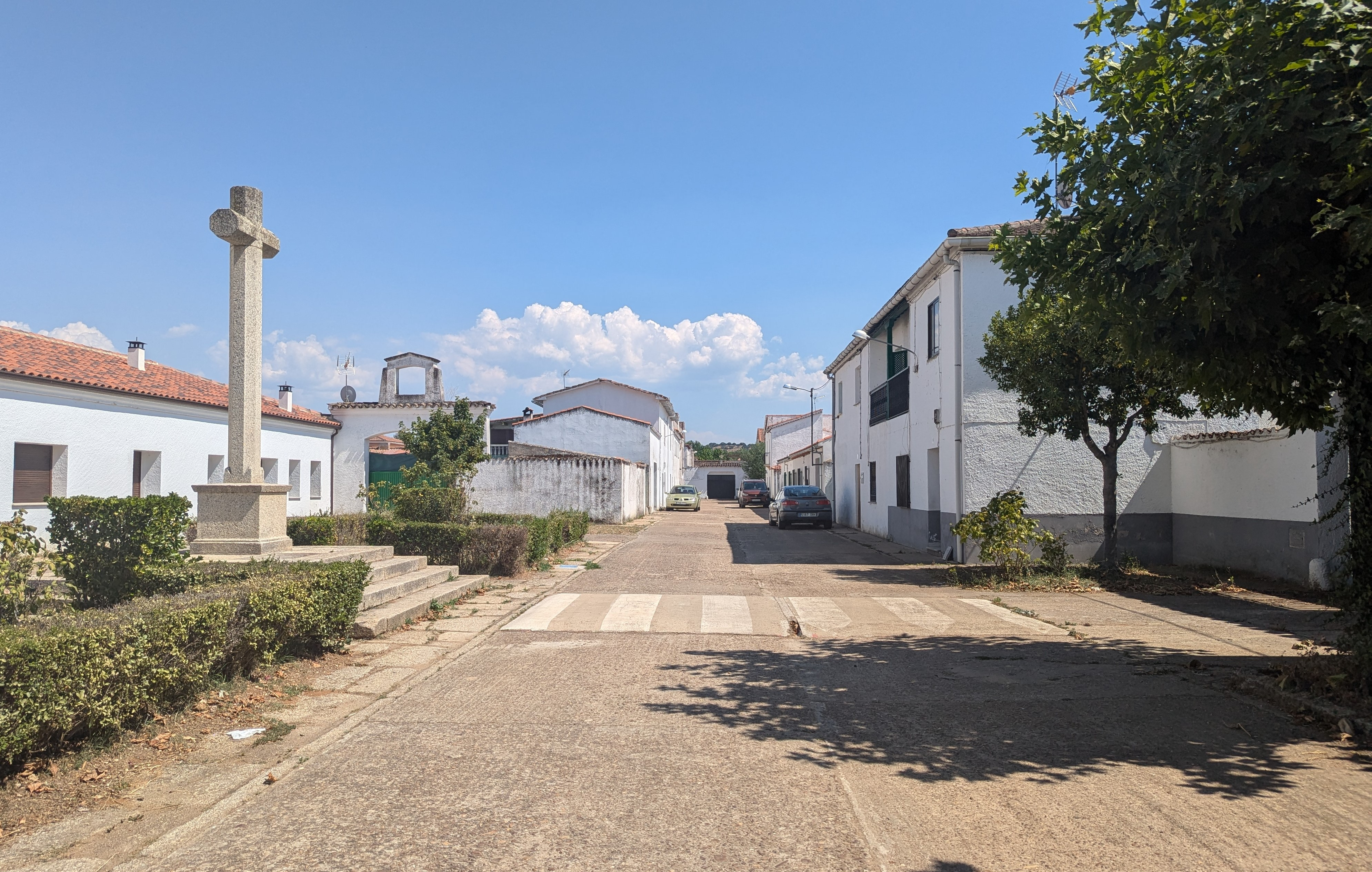
Calle José Antonio

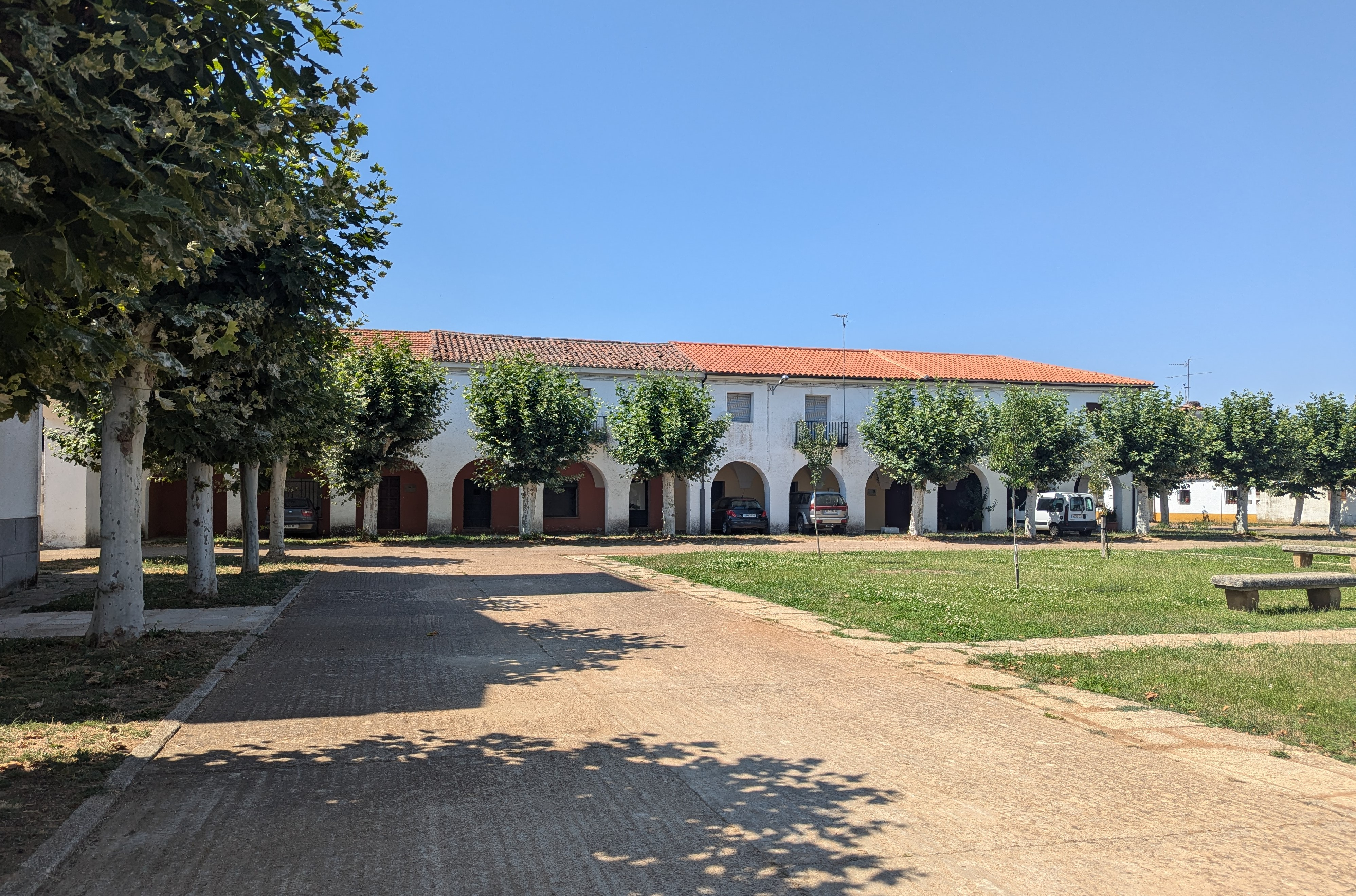
Plaza Mayor

Águeda es una localidad de la provincia de Salamanca fundada en 1954 para el asentamiento de colonos como consecuencia de la transformación agraria. Es en esta localidad donde el Instituto de Reforma y Desarrollo Agrario (IRYDA) asentó a mayor número de obreros procedentes de distintas poblaciones. Fue construido a cargo de Francisco Mateos e inaugurado por el propio Francisco Franco y el ministro de Agricultura Rafael Cavestany de Anduaga el 9 de mayo de 1954. Cuenta con una flora y fauna autóctonas extraordinarias. Como todas las poblaciones creadas para el asentamiento expreso de colonos, basó su economía exclusivamente en la agricultura de regadío, familiar y muy especializada.

## Demografía
En 2019 Águeda contaba con una población de 98 habitantes, de los cuales 58 eran varones y 40 mujeres (INE 2019).
| Gráfica de evolución demográfica de Águeda entre 2000 y 2019 |
|                                                              |
| Población según los censos de población del INE.             |

## Fiestas
- San Isidro (15 de mayo), caracterizado por el encierro a caballo.